# S1-Netz DDR

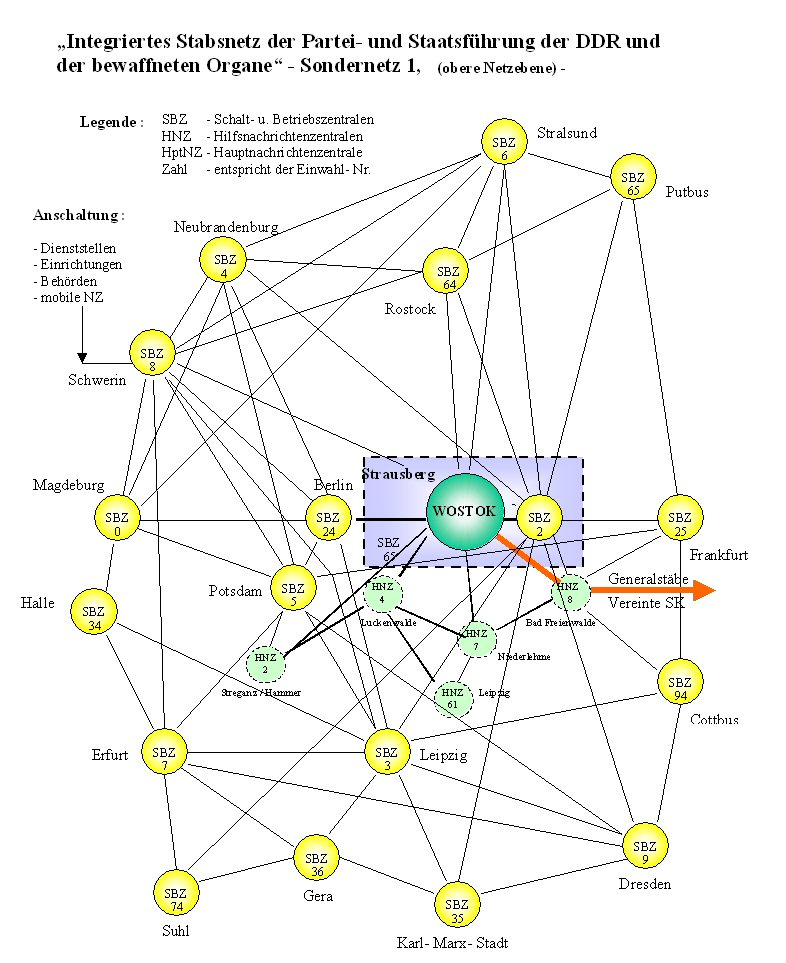
Sondernetz 1/ obere Netzebene

Das S1-Netz war ein Kommunikationsnetz in der Deutschen Demokratischen Republik. S1 ist die Abkürzung für „Sondernetz 1“. Die offizielle Bezeichnung für das Netz lautete „Integriertes Stabsnetz der Partei- und Staatsführung der DDR und der bewaffneten Organe“. Im Sprachgebrauch der NVA wurde es als „Stabsnetz“ bezeichnet.
Es wurde auf der Grundlage eines Beschlusses des Nationalen Verteidigungsrates der DDR vom 16. Dezember 1977 in Verantwortung des Ministeriums für Nationale Verteidigung (MfNV) errichtet und ersetzte nach seiner Inbetriebnahme auch das alte Stabsnetz der NVA. Es war ein rechnergestütztes Netz, in dem alle Bedarfsträger entsprechend der offiziellen Bezeichnung des Netzes mitgewirkt, mitgearbeitet und anteilig bezahlt haben. Für die Hauptnachrichtenzentrale des Ministeriums für Nationale Verteidigung (siehe nebenstehendes Schema „Wostok“) war die Nachrichtenzentrale 2 (siehe im nebenstehenden Schema „SBZ 2“) dieses Netzes ein wichtiger Partner bei der fernmeldetechnischen Sicherstellung des MfNV. Das Netz war ein Selbstwähl-Fernsprechnetz und gestattete die Fernschreib- und Datenübertragung.

## Netzverantwortung
Die Errichtung des Netzes erfolgte in Verantwortung der Nationalen Volksarmee der DDR.
Die Planung, Dimensionierung und Errichtung wurde von der Zentralstelle für Nachrichtennetze (ZfN), einer Dienststelle der NVA in Niederlehme, durchgeführt. Als militärische Schaltorganisation für dieses Netz wurde die Dienststelle „Zentralstelle für Schaltung und Betrieb“ (ZfSB) in Strausberg geschaffen und dem Stellvertreter Chef Nachrichten im Ministerium für Nationale Verteidigung unterstellt. Die gleiche Dienststelle führte auch das Schmalbandrichtfunknetz der NVA. Die Diensträume befanden sich im Stabsgebäude der Hauptnachrichtenzentrale. Aus diesen erfolgte auch die Führung des Netzes in der Stufe der ständigen Gefechtsbereitschaft (täglicher Dienst). In Stufen höherer Gefechtsbereitschaft wurde die Führungsstelle in der Nachrichtenzentrale 2 bezogen. Die Leitungswege zwischen den Haupt-, Knoten- und Vermittlungsstellen des Netzes wurden bei der Deutschen Post der DDR angemietet und aus dem Grundnetz des Staatlichen Nachrichtenwesens der DDR bereitgestellt und von allen Bedarfsträgern bezahlt. Das Netz blieb bis zur Auflösung der NVA in deren Verantwortung.

## Netzstruktur
Die Netzstruktur sah eine in Etappen auszubauende obere (oNE), mittlere (mNE) und untere Netzebene (uNE) vor, über die alle zentralen, bezirks- und kreisgeleiteten Dienststellen, sowohl aus dem zivilen als auch militärischen Bereichen zu versorgen waren. Das Sondernetz 1 ging 1983 mit der oNE in Betrieb. Alle Schalt- und Betriebszentralen (SBZ) des Netzes waren für die Anschaltung aller Arten von mobiler Nachrichtentechnik vorbereitet.
Das Netz arbeitete unabhängig vom öffentlichen Fernsprechnetz der DDR. Zwischen den Schalt- und Betriebszentralen des Sondernetzes und den Vermittlungseinrichtungen des Sonderfernsprechnetzes des Ministerrates der DDR bestanden Querverbindungen.
Die Berechtigung zur Nutzung des Sondernetzes 1 wurde den Teilnehmern von Endvermittlungsstellen z. B. in der NVA gemäß einer Nomenklatur in der Nachrichtenordnung des Stellvertreters des Ministers und Chefs des Hauptstabes zugewiesen. Wie im alten Stabsnetz der NVA auch meldeten sich die Teilnehmer im Netz mit den ihnen zugeordneten Tarnnamen für Dienststellen und Tarnzahlen für Dienststellungen.
Zur Überlagerung dieses Netzes bis 1984 arbeitete das in den 1950er Jahren errichtete und in den 1960er Jahren erweiterte Richtfunknetz der Partei, welches in Teilen auch von der Zentralstelle für Schaltung und Betrieb geführt wurde.

## S1 Fernwahlverzeichnisse

Deckblatt des Fernwahlverzeichnis Teil A der NVA der DDR.
Deckblatt des Fernwahlverzeichnis des MfS der DDR.
Deckblatt des Fernwahlverzeichnis des Ministerrates der DDR.
Deckblatt Anlage zum Fernwahlverzeichnis Teil A der NVA der Dienststelle Strausberg.
Deckblatt Anlage zum Fernsprechverzeichnis des Standortes Strausberg mit Fernwahl- und Richtfunkberechtigung.